# Cat Smith

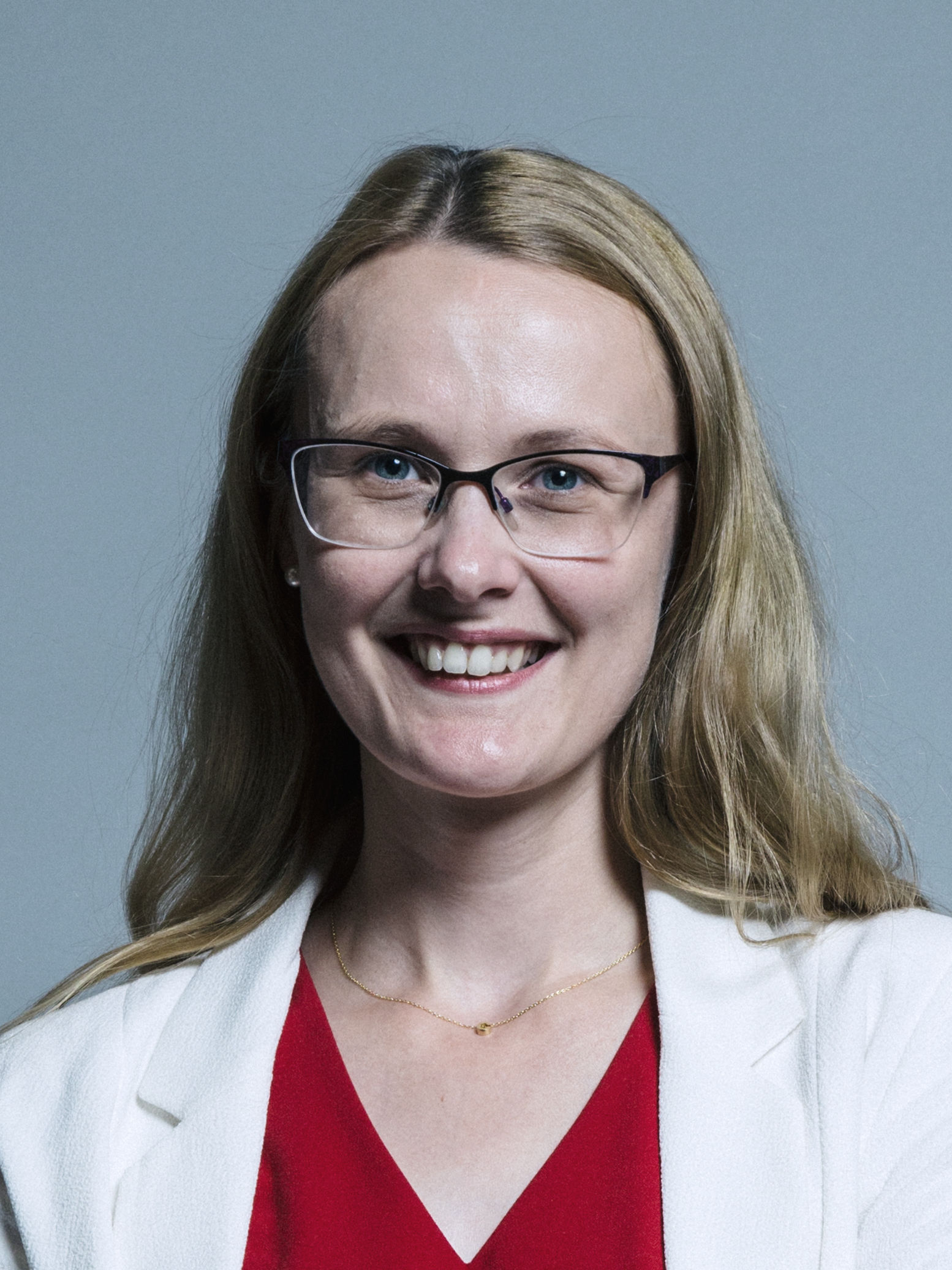
Catherine Jane Smith (2017)

Catherine Jane „Cat“ Smith (* 1985 in Barrow-in-Furness, Cumbria) ist eine britische Politikerin der Labour Party.

## Leben
Smith studierte an der Lancaster University. Als Sozialarbeiterin war sie für die Organisation British Association of Social Workers tätig. Seit 2015 ist Smith Abgeordnete im House of Commons.